# Carl Galle
Carl Galle (5 de octubre de 1872 - 18 de abril de 1963) fue un atleta alemán que compitió en los Juegos Olímpicos de Atenas 1896.
Galle compitió en los 1500 metros. La prueba se desarrolló en una sola carrera. Galle finalizó cuarto, por detrás de Teddy Flack (Australia), Arthur Blake (Estados Unidos) y Albin Lermusiaux (Francia).